# Киекбаевский сельсовет
Киекбаевский сельсовет — муниципальное образование в Бурзянском районе Башкортостана России.

## История
Согласно Закону о границах, статусе и административных центрах муниципальных образований в Республике Башкортостан имеет статус сельского поселения.

## Население
| 2002 | 2009 | 2010 | 2012 | 2013 | 2014 | 2015 |
| ---- | ---- | ---- | ---- | ---- | ---- | ---- |
| 817  | ↗942 | ↘821 | ↘806 | ↗820 | ↘819 | ↘814 |
| 2016 | 2017 |      |      |      |      |      |
| ↘811 | ↗820 |      |      |      |      |      |

## Состав сельского поселения
| № | Населённый пункт | Тип населённого пункта          | Население |
| - | ---------------- | ------------------------------- | --------- |
| 1 | Киекбаево        | деревня, административный центр | ↘296      |
| 2 | Гадельгареево    | деревня                         | ↘435      |
| 3 | Миндигулово      | деревня                         | ↘85       |
| 4 | Акбулатово       | деревня                         | →5        |